# Осипчук Василь Миколайович
Васи́ль Микола́йович Осипчу́к — начальник Регіональне управління Сил територіальної оборони «Схід» Сили територіальної оборони Збройних Сил України, учасник російсько-української війни. Генерал-майор Збройних сил України.

## Життєпис
Після анексії Криму і початку бойових дій на Донбасі пішов добровольцем до військкомату і протягом травня-червня 2014 року сформував 10-й батальйон територіальної оборони в Житомирській області.
Вже в середині липня 2014 року генерал-майор Осипчук разом з військовою частиною вирушив на захист Держави у Херсонську область.
На початку січня 2015 року разом з батальйоном вибув для виконання бойових завдань в зоні АТО. Цього ж року генерал-майором Осипчуком було сформовано 59-та окрема мотопіхотна бригада.
У травні 2018 року генерал-майора Осипчука було призначено на посаду заступника командувача Оперативне командування «Північ» Сухопутні війська Збройних сил України.
3 травня 2019 року указом президента Осипчуку було присвоєне звання генерал-майора Збройних сил України.
З серпня до грудня 2019 року — тимчасово виконував обов'язки командувача Оперативного командування «Північ».
З 2020 року — заступник начальника штабу Командування об'єднаних сил Збройних Сил України.
З березень до червня 2022 року — начальник штабу оперативного угруповання військ «Дніпро».
З липня до грудня 2022 року — начальник штабу оперативного угруповання військ «Волинь».
З лютого до листопаду 2023 року — командир оперативно-тактичного угруповання «Суми».
З листопаду 2023 року — начальник Регіонального управління Сил територіальної оборони «Схід».

## Цитати
| Ідея, Віра, Воля - шлях Переможців. Це те, у чому ми переконані, до чого прагнемо та обов'язково здобудемо! |
| |

## Нагороди
- орден Богдана Хмельницького II ступеня (2022) — за особисту мужність і самовіддані дії, виявлені у захисті державного суверенітету та територіальної цілісності України, вірність військовій присязі.[15]
- орден Богдана Хмельницького ІІІ ступеня (2016) — за особистий внесок у зміцнення обороноздатності Української держави, мужність, самовідданість і високий професіоналізм, виявлені під час бойових дій та при виконанні службових обов'язків.[16]

- орденом Данила Галицького (2014) — за особисту мужність і героїзм, виявлені у захисті державного суверенітету та територіальної цілісності України, вірність військовій присязі під час російсько-української війни.[17]